# Paris Brunner
Paris Josua Brunner  (Dortmund, 15 de fevereiro de 2006) é um futebolista alemão que atua como centroavante. Atualmente joga no Monaco.

## Biografia
O pai de Brunner é advogado em Dortmund e aconselha o filho. Além da cidadania alemã, Brunner também possui cidadania da República Democrática do Congo através de sua mãe.
Em 2023, Brunner recebeu a Medalha Fritz Walter na faixa etária sub-17 por suas conquistas pelo Borussia e pela seleção alemã sub-17.

## Carreira

### Borussia Dortmund
Brunner começou a jogar futebol nas categorias de base do SG Lütgendortmund e depois de dois anos trocou de time, jogando no TSC Eintracht, o clube com o maior número de membros ativos na cidade. Em Lütgendortmund o menino jogou com Nico Adamczyk, com quem mais tarde reencontraria no BVB. A partir do nível juvenil D, o atacante jogou pelas categorias de base do Rot-Weiss Essen e do Bochum. Com o sub-13 de Essen, ele venceu a Reviercup, um torneio para equipes jovens da Renânia do Norte-Vestfália. Em 2020, Brunner mudou-se para a academia de juniores do Borussia Dortmund.
Com um desempenho acima da média na equipe juvenil B do clube (por exemplo, 14 gols nos primeiros quatro jogos da temporada, incluindo cinco contra seu antigo clube, o Bochum) garantiu que o jovem de 15 anos fosse transferido precocemente para o time sub-19, marcando na estreia contra o Bonner SC na Bundesliga Sub-19. Esses feitos de gols lhe renderam comparações com seu companheiro de equipe Youssoufa Moukoko, que foi igualmente prolífico nas categorias de base.
Na UEFA Youth League, o centroavante ganhou experiência pela primeira vez numa competição internacional de clubes e disputou todos os jogos pelo Dortmund. Brunner marcou três gols contra o Sevilla, Manchester City e København na fase de grupos, levando sua equipe até às quartas de final, sendo eliminado nos pênaltis pelo Hajduk Split. Brunner converteu seu pênalti.
Em 11 de outubro de 2023, foi eleito pelo jornal inglês The Guardian como um dos melhores jogadores nascidos em 2006 em todo o mundo. Uma semana depois, o Borussia Dortmund suspendeu Brunner indefinidamente por motivos disciplinares não revelados. Cerca de duas semanas depois, Brunner voltou as treinamentos.
Na 14ª rodada da Bundesliga de 2023–24, o time principal do Borussia enfrentou o RB Leipzig. Edin Terzić, convocou Brunner para este jogo junto com Hendry Blank, de 19 anos, ambos do time sub-23, mas não utilizou os dois jogadores. Quando foi chamado, o jovem beneficiou-se das lesões dos atacantes Sébastien Haller e Youssoufa Moukoko.

### Monaco
No dia 16 de agosto de 2024, Brunner assinou com o Monaco, clube da Ligue 1. O Monaco desembolsou cerca de quatro milhões de euros, com contrato até 2028.

#### Empréstimo ao Cercle Brugge
Logo após o anúncio de sua contratação, o Monaco emprestou o jogador para o Cercle Brugge, da Bélgica. Estreou no dia 18 de agosto contra o OH Leuven, no empate por 1x1, entrando aos vinte minutos do segundo tempo. A nova contratação teve um início difícil no Cercle Brugge, em parte devido à adaptação a um nível de jogo mais elevado. Como o técnico Miron Muslic também contou com Kévin Denkey no centro do ataque, Brunner foi principalmente reserva até dezembro de 2024. Embora tenha sido convocado pela primeira vez para a Liga Conferência da UEFA contra o Heart of Midlothian no final de novembro, ele foi substituído novamente no intervalo. Em sua segunda participação como titular na Liga Conferência, o atacante atuou como ponta-esquerda e garantiu a oitava colocação do seu time com o gol que fez o placar final 1 a 1, contra o İstanbul Başakşehir.
Vivendo seu melhor momento no clube belga, na vitória sobre o OH Leuven, em 22 de dezembro de 2024, Brunner sofreu uma lesão muscular que o afastará ao menos dois meses dos gramados. No seu retorno, em fevereiro de 2025, marcou o gol de empate contra o KV Kortrijk.
Ao fim da temporada, Brunner não teve seu contrato de empréstimo renovado, voltando assim ao Monaco.

## Seleção Alemã
Representou a seleção alemã sub-16 em seis jogos. Nos jogos de qualificação para o Campeonato Europeu de Futebol Sub-17 de 2023, o centroavante contribuiu com sete gols e duas assistências e conseguiu a classificação com a equipa para a fase final. Assim, Brunner e a seleção alemã sub-17 conseguiram chegar à final contra a França invictos. Como o placar ainda estava em 0 a 0 no final do tempo regulamentar, as duas seleções tiveram que ir para os pênaltis. Brunner converteu o pênalti e acabou conquistando o título com a equipe após 14 anos. Ao lado de outros três jogadores (incluindo seu companheiro de equipe Robert Ramsak), Brunner foi eleito o artilheiro e melhor jogador do torneio.
Na Copa do Mundo FIFA Sub-17 de 2023, na Indonésia, Brunner marcou um gol na fase de grupos e classificou a seleção alemã em primeiro. Nas oitavas de final, o atacante Bilal Yalçınkaya preparou a vitória decisiva por 3 a 2 sobre os Estados Unidos. O jogo das quartas de final contra a Espanha foi decidido por um pênalti que ele cobrou e converteu. Na semifinal, em que enfrentou a Argentina, Brunner marcou dois gols e também marcou a última tentativa do jogo na disputa de pênaltis, que se tornou necessária após o empate em 3 a 3 no tempo regulamentar. A final contra a França também teve que ser decidida nos pênaltis. Embora Brunner tenha feito 1 a 0, desta vez ele errou o pênalti. Mesmo assim, a equipe conseguiu se tornar a primeira seleção alemã sub-17 a conquistar o título mundial. Brunner foi novamente eleito o melhor jogador do torneio. Toni Kroos, em 2007, foi o único jogador alemão a conseguir isso antes dele.
Em setembro de 2024, Brunner foi convocado por Hanno Balitsch para a Seleção Alemã de Futebol Sub-19, para as eliminatórias do Campeonato Europeu de Futebol Sub-19 de 2025.

## Estilo de jogo
Christian Wück, treinador das categorias de base da Seleção Alemã disse sobre Brunner: “O Paris está muito presente na frente da baliza e é extremamente perigoso. Ele desenvolve uma força incrível ao jogar com e contra a bola. Graças a esta força, à sua fisicalidade e capacidade atlética aliadas às suas habilidades técnicas, ele está predestinado a marcar gols rapidamente após ganhar a bola rapidamente. Ele também tem boa velocidade básica. Todos esses diferentes fatores o tornam tão perigoso.”

## Títulos
Seleção Alemã Sub-17
- Campeonato Europeu de Futebol Sub-17: 2023[44]
- Copa do Mundo FIFA Sub-17: 2023[45]

### Prêmios individuais
- Campeonato Europeu de Futebol Sub-17 de 2023: 4 gols[46]
- Jogador do Torneio do Campeonato Europeu de Futebol Sub-17 de 2023[47]
- Equipe do Torneio do Campeonato Europeu de Futebol Sub-17 de 2023[48]
- Bola de Ouro da Copa do Mundo FIFA Sub-17 de 2023[49]